# دان فوستر
دان فوستر (بالإنجليزية: Dan Foster)‏ هو جراح وسياسي أمريكي، ولد في 31 يناير 1948 في أوك ريدج في الولايات المتحدة. حزبياً، نشط في الحزب الديمقراطي. وقد انتخب عضو مجلس ولاية فيرجينيا الغربية.